# Continenza
La continenza è un istituto del diritto processuale italiano, ed è disciplinata dall'art. 39 II comma del codice di procedura civile italiano.
Può essere disposta allorquando vi siano due o più cause pendenti che possano essere riuniti in un'unica causa, cioè l'una possa essere inglobata in un'altra. Si tratta, in particolare, di due cause pendenti tra gli stessi soggetti, con identica causa petendi (cioè il titolo in base al quale la richiesta viene avanzata) e diverso petitum (cioè il bene della vita richiesto): elementi soggettivi dunque identici ed elementi oggettivi solo in parte coincidenti.
Per risolvere il problema di competenza in questo caso, oltre al principio della prevenzione (secondo cui è competente il giudice preventivamente adito), si applicano le normali regole di competenza. Quindi il giudice preventivamente adito non è sempre competente, ma solo a condizione che sia competente anche per il processo successivamente instaurato. In caso contrario, il processo va avanti dinanzi al giudice adito per secondo.